# Flugplatz Batllava

i8
i11
i13
Der Flugplatz Batllava (albanisch Aeroporti i Batllavës, serbisch Аеродром Батлава-Доња Пендуха Aerodrom Batlava-Donja Penduha, IATA-Code: JBT, ICAO-Code: LYPT) ist ein rund acht Kilometer südlich von Podujeva in Kosovo gelegener Flugplatz. Der Name Batllava stammt von dem nahegelegenen Dorf Batllava.

## Geschichte
Der Flugplatz Batllava war das erste regelmäßig genutzte Flugfeld im Kosovo. Er wurde bereits 1936 von Aeroput als Zwischenlandung auf der Route von Belgrad nach Skopje angeflogen. Später wurde er vom jugoslawischen Militär genutzt. Während des Kosovokriegs im Jahr 1999 wurde er von der NATO bombardiert und beschädigt.